# Gmina Colony (hrabstwo Adams)

Położenie Gminy Colony w hrabstwie Adams

Gmina Colony (ang. Colony Township) – gmina w USA, w stanie Iowa, w hrabstwie Adams. Według danych z 2000 roku gmina miała 222 mieszkańców.